# 감마 운동 신경세포
감마 운동 뉴런(gamma motoneuron) 또는 방추 운동 뉴런(fusimotor neuron)이라고도 불리는 감마 운동 신경세포(gamma motor neuron 또는 γ motor neuron)는 근육 수축 과정에 참여하는 하부 운동 뉴런의 일종으로, 근육으로 가는 (Aγ) 섬유의 약 30%를 나타낸다. 알파 운동 뉴런과 마찬가지로 이들의 세포체는 척수의 앞회색질기둥(전회백주, anterior grey column)에 위치한다. 그들은 뇌간의 뇌교(pons)의 망상 형성(reticular formation)으로부터 입력을 받는다. 그들의 축색돌기는 직경이 5 μm에 불과하여 알파 운동 뉴런의 축삭돌기보다 작다. 알파 운동 뉴런과 달리 감마 운동 뉴런은 근육의 길이를 늘리거나 줄이는 것을 직접 조정하지 않는다. 그러나 이들의 역할은 근육 방추를 팽팽하게 유지하여 알파 뉴런의 지속적인 발화를 허용하여 근육 수축을 유도하는 데 중요하다. 이 뉴런은 또한 근방추의 민감도를 조정하는 역할을 한다.
감마 운동 뉴런에 수초화가 존재하면 초당 4~24m의 전도 속도가 가능하며, 이는 수초가 없는 축삭보다 훨씬 빠르지만 알파 운동 뉴런보다는 느리다.

## 같이 보기
- 알파 운동 신경세포
- 베타 운동 신경세포
- 근방추 (근육방추)
- 방추속근육세포 (방추내근섬유)
- 방추밖근육세포 (방추외근섬유)
- 운동 단위
- Ia형 감각 신경섬유
- II형 감각 신경섬유
- A군 신경섬유 (Group A nerve fiber)